# Пизанело
Пизанело (итал. Il Pisanello - Antonio Pisano; рођен око 1395. у Пизи, Италија — умро 1455) био је италијански сликар и златар који се сматра најзначајнијим представником интернационалне готике коју карактерише деликатан натурализам . Пизанелово рано дјело сугерише да је био ученик мајстора из Вероне, Стефана да Зевија. Ђорђо Вазари га је погрешно идентификовао као Виторе Пизано, што је исправљено тек 1907. године, након верификовања његовог личног имена у локалним књигама.